# 小出駅
小出駅（こいでえき）は、新潟県魚沼市四日町にある東日本旅客鉄道（JR東日本）の駅である。

## 乗り入れ路線
上越線と只見線の2路線が乗り入れており、このうち上越線を所属線としている。なお、只見線は当駅が終点である。
以前は只見線の列車が上越線経由で浦佐駅まで乗り入れていたこともあったが、現在は行われていない（乗り入れていた期間については、只見線#冬季運休急行「奥只見」を参照）。

## 歴史
- 1923年（大正12年）9月1日：上越線の駅として開業[2]。
- 1942年（昭和17年）11月1日：只見線が当駅から大白川駅まで開通し、分岐駅となる[3]。
- 1958年（昭和33年）12月25日：駅舎を改築する[4]。
- 1970年（昭和45年）12月15日：観光センターを開設[5]。
- 1971年（昭和46年）8月29日：只見線が全通する[6]。
- 1974年（昭和49年）5月：みどりの窓口の営業を開始[7]。
- 1978年（昭和53年）12月：跨線橋が完成し、使用を開始[8]。
- 1982年（昭和57年）11月15日：旅行センターを廃止（新幹線開業に伴う浦佐駅への旅行センター開設のため）[9]。
- 1986年（昭和61年）10月20日：貨物の取り扱いを廃止[1]。
- 1987年（昭和62年）4月1日：国鉄分割民営化により、東日本旅客鉄道の駅となる[10]。
- 2011年（平成23年）8月26日：新駅舎の供用を開始[11][12]。
- 2024年（令和6年）2月29日：みどりの窓口の営業を終了[2]。

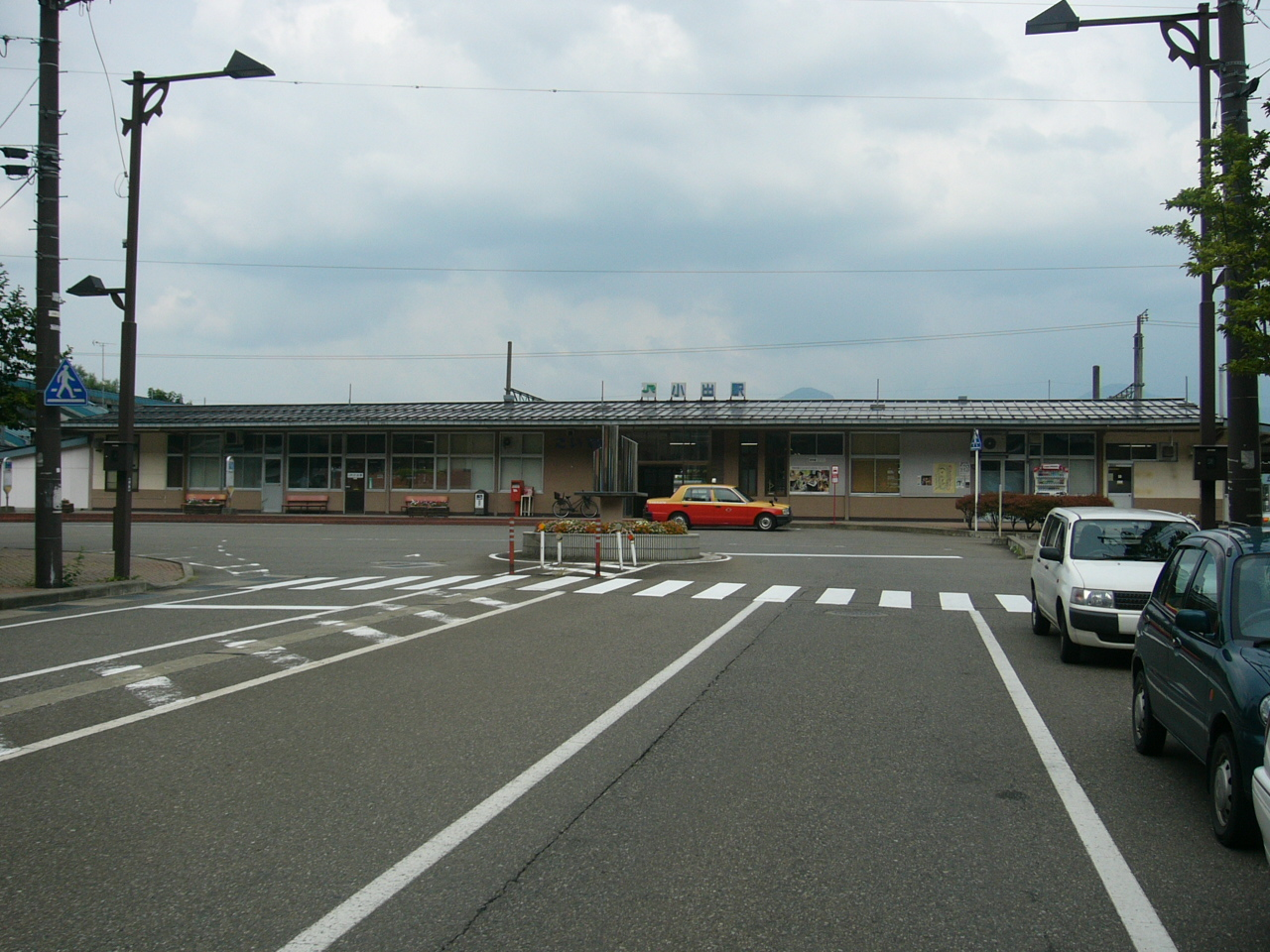
旧駅舎（2006年8月）

## 駅構造
単式ホーム1面1線と島式ホーム2面4線を有する地上駅で、ホーム間は跨線橋で連絡している。
JR東日本新潟シティクリエイト（JENIC）受託の業務委託駅で、越後湯沢駅が管理する。駅構内には有人改札口、自動券売機、屋内待合室、自動販売機、化粧室などが設置されている。また、駅舎には、当地出身の俳優・渡辺謙が書いた駅名表示が設置されている。旧駅舎時代は売店（キヨスク）や立ち食い蕎麦店が存在し、駅弁も取り扱っていた。
みどりの窓口の営業を終了した後は、POS端末で乗車券や自由席特急券を発券する他、補充券で指定席券も発券している。

### のりば
| 番線 | 路線    | 方向           | 行先                       |
| ---- | ------- | -------------- | -------------------------- |
| 1    | ■上越線 | 下り           | 長岡・新潟方面             |
| 2    | ■上越線 | （臨時ホーム） | （臨時ホーム）             |
| 3    | ■上越線 | 上り           | 浦佐・越後湯沢・水上方面   |
| 4・5 | ■只見線 | -              | 大白川・只見・会津若松方面 |

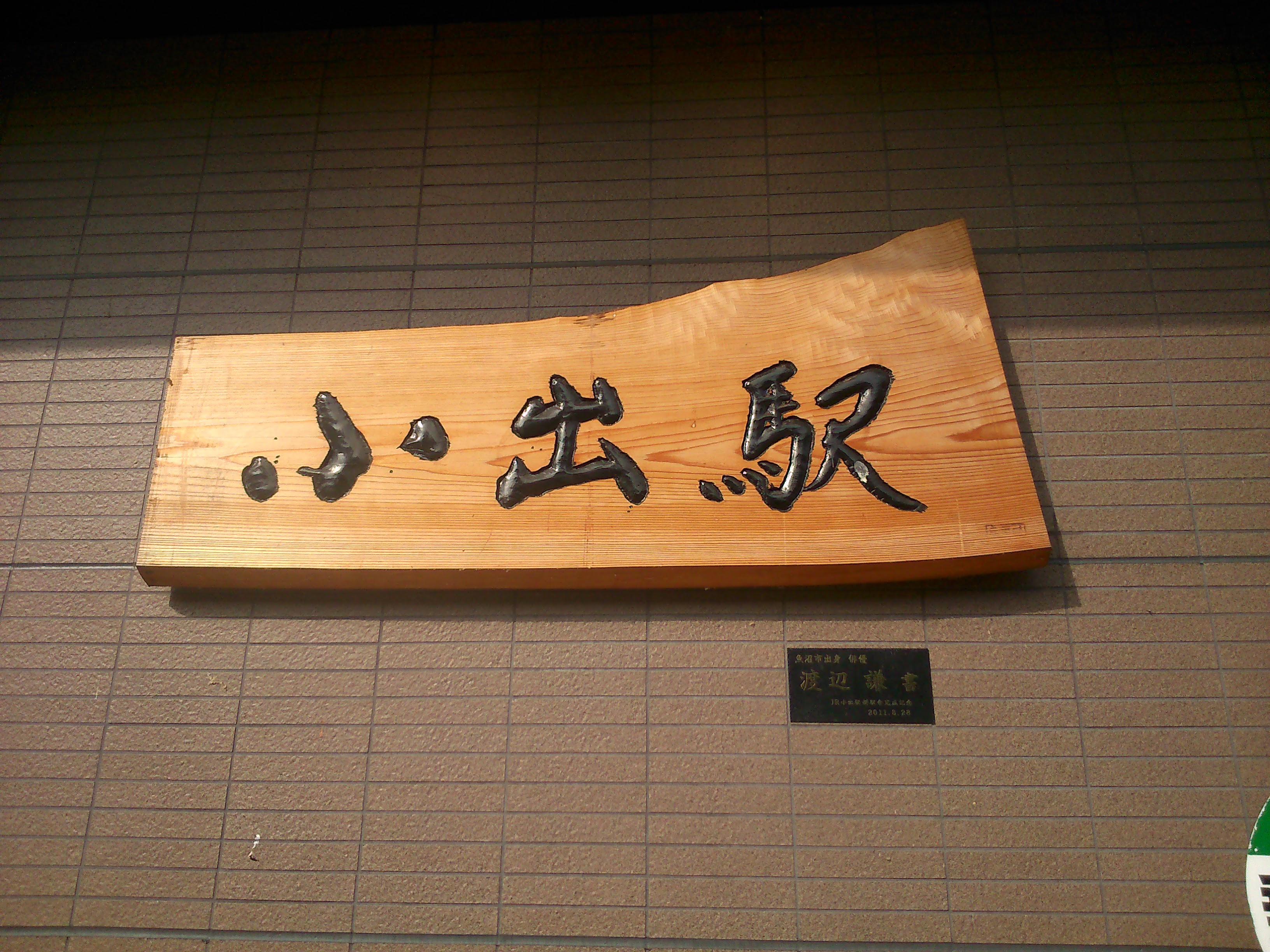
渡辺謙が記した駅名表示（2017年7月）
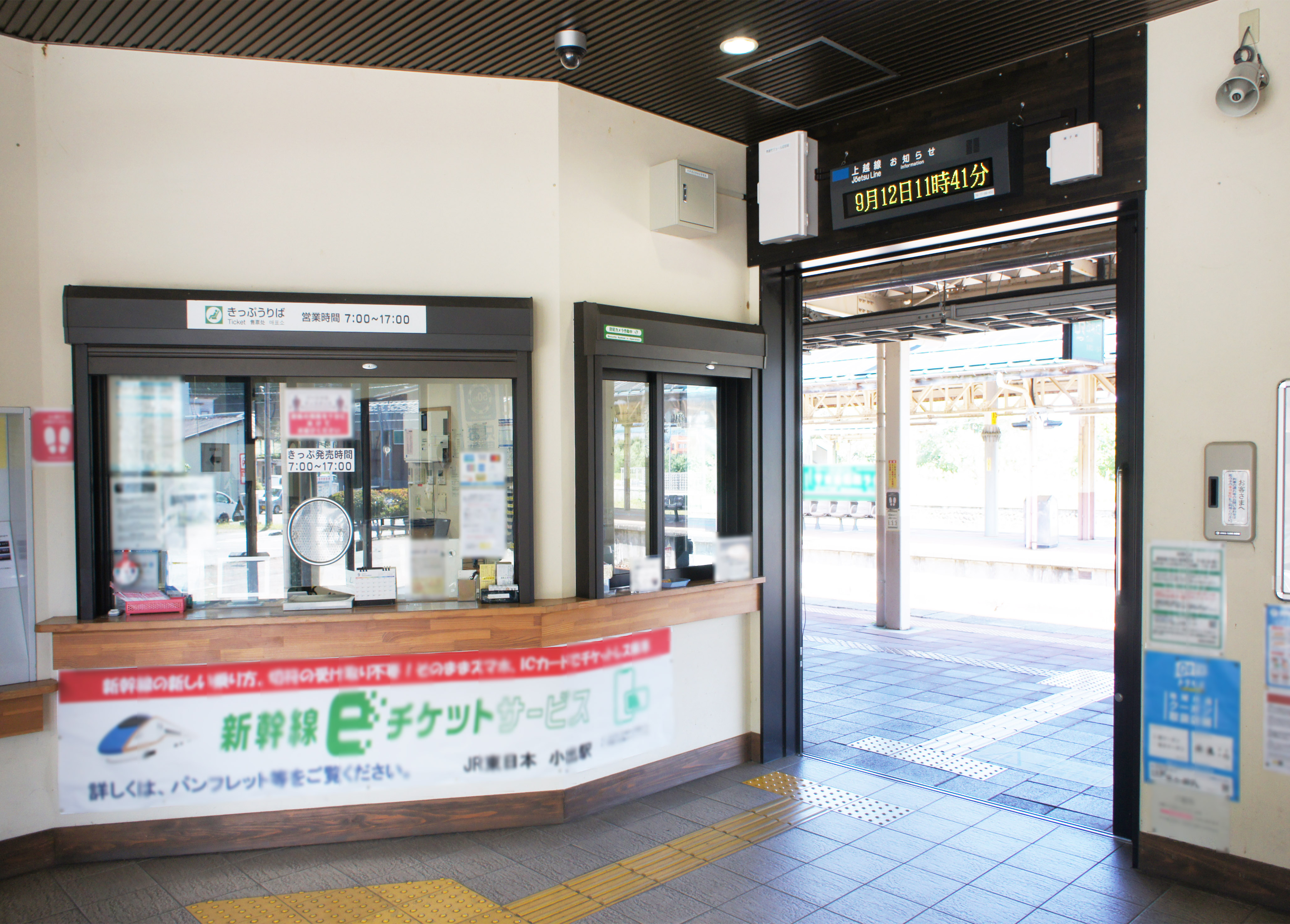
改札口（2021年9月）
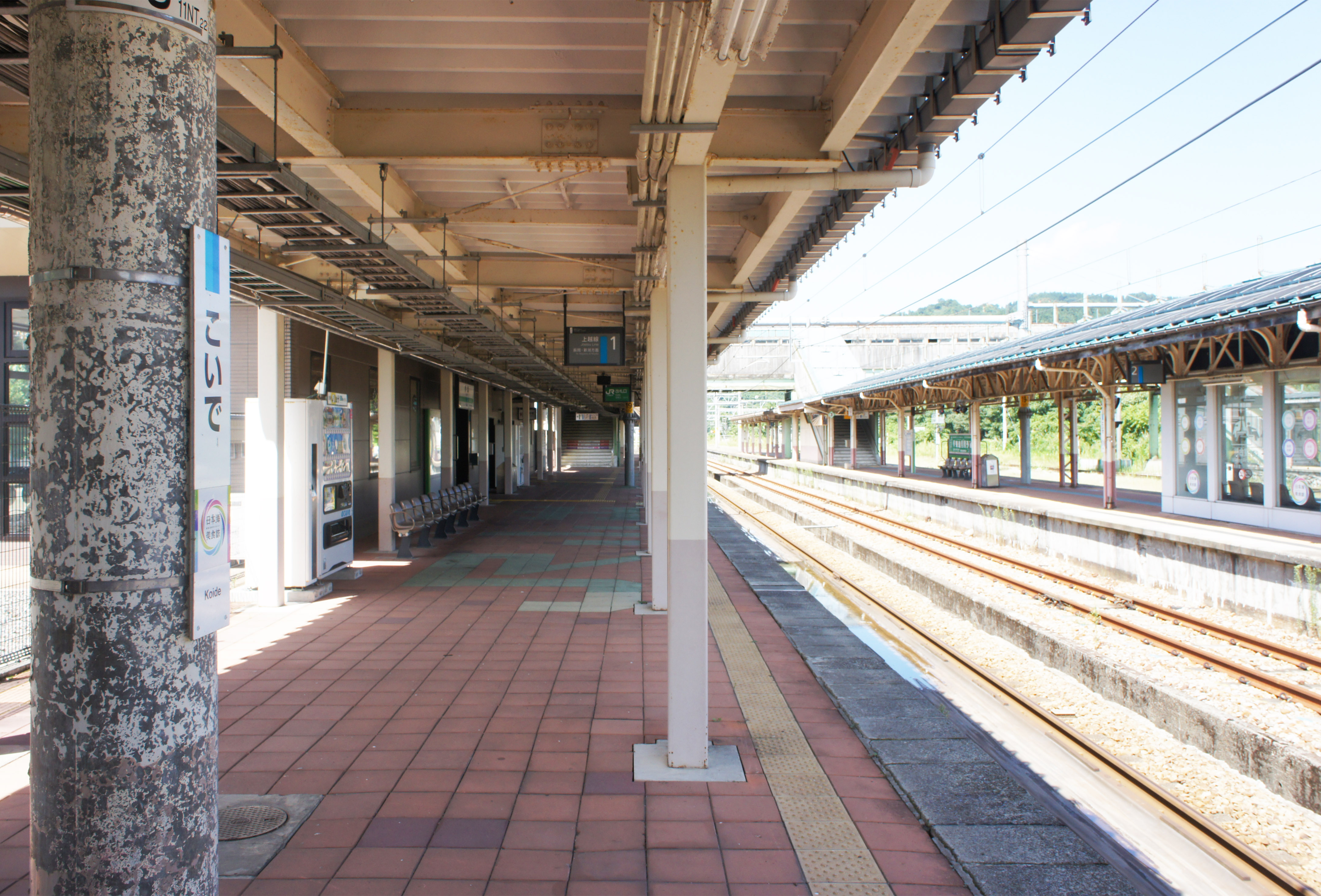
1番線ホーム（2021年9月）
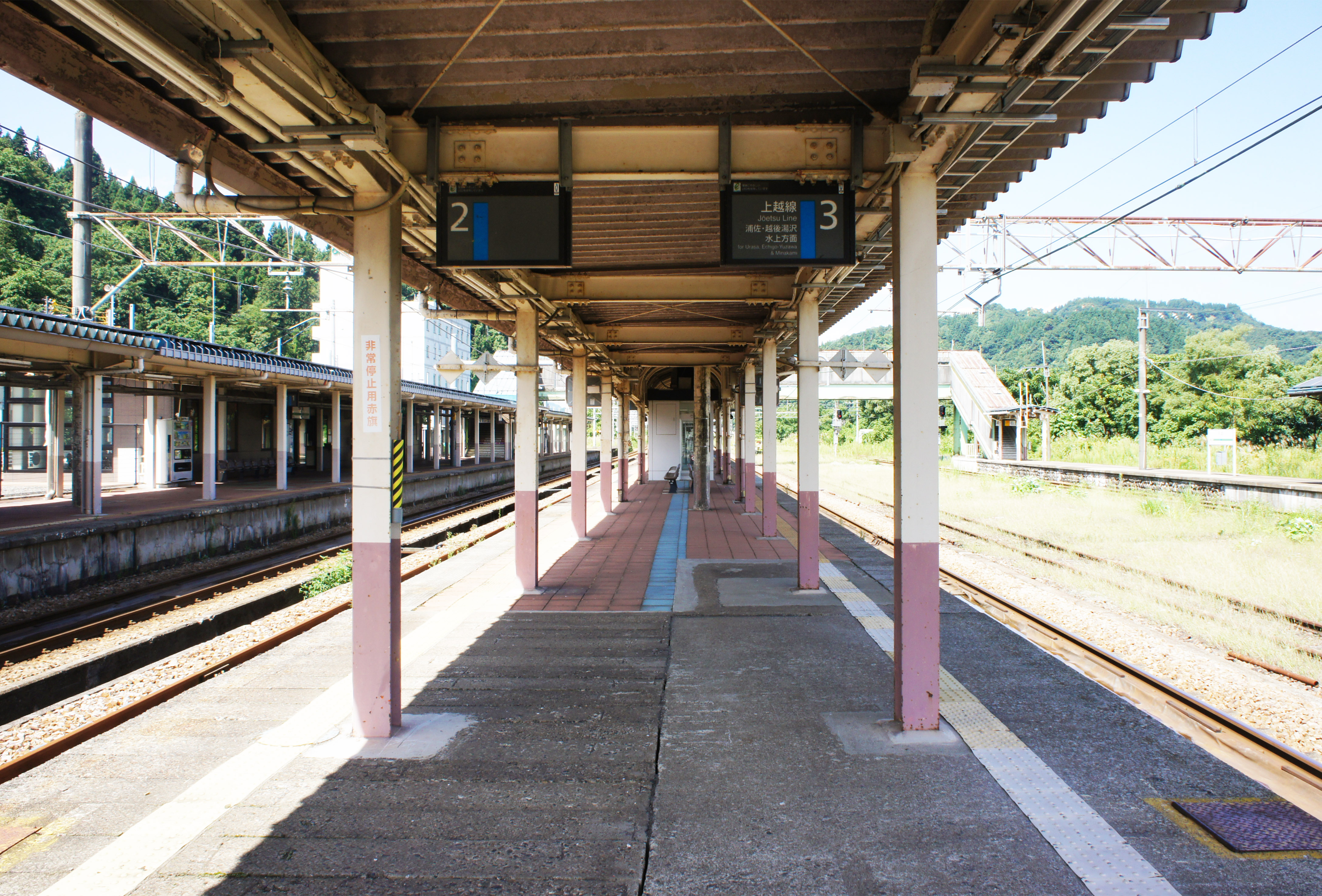
2・3番線ホーム（2021年9月）
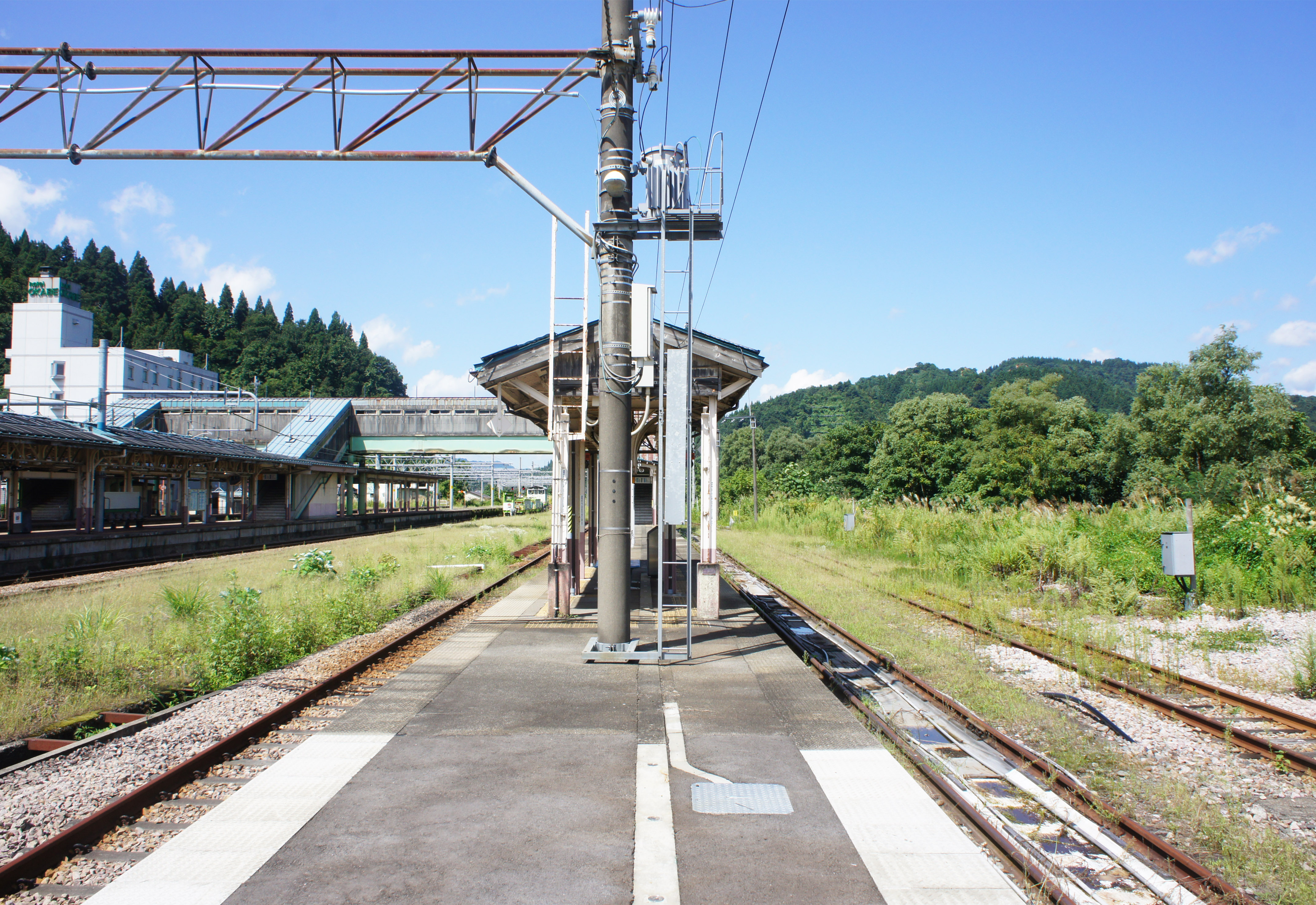
4・5番線ホーム（2021年9月）
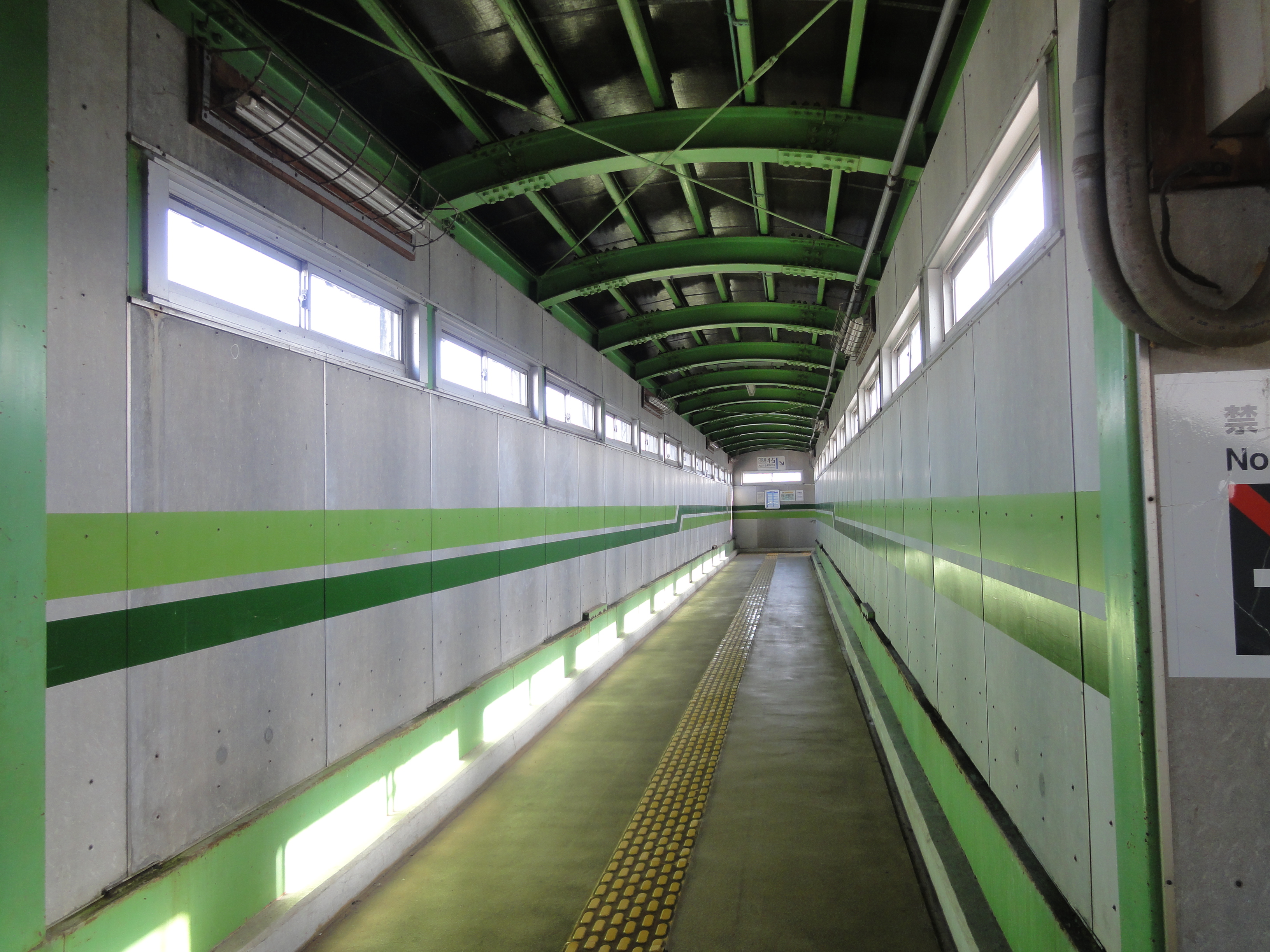
跨線橋（2019年4月）

## 利用状況
JR東日本によると、2023年度（令和5年度）の1日平均乗車人員は677人である。
2000年度（平成12年度）以降の推移は以下のとおりである。
| 1日平均乗車人員推移 | 1日平均乗車人員推移 | 1日平均乗車人員推移 | 1日平均乗車人員推移 | 1日平均乗車人員推移 |
| 年度                | 定期外              | 定期                | 合計                | 出典                |
| ------------------- | ------------------- | ------------------- | ------------------- | ------------------- |
| 2000年（平成12年）  |                     |                     | 1,316               | [ 利用客数 2 ]      |
| 2001年（平成13年）  |                     |                     | 1,250               | [ 利用客数 3 ]      |
| 2002年（平成14年）  |                     |                     | 1,211               | [ 利用客数 4 ]      |
| 2003年（平成15年）  |                     |                     | 1,160               | [ 利用客数 5 ]      |
| 2004年（平成16年）  |                     |                     | 1,039               | [ 利用客数 6 ]      |
| 2005年（平成17年）  |                     |                     | 1,010               | [ 利用客数 7 ]      |
| 2006年（平成18年）  |                     |                     | 994                 | [ 利用客数 8 ]      |
| 2007年（平成19年）  |                     |                     | 965                 | [ 利用客数 9 ]      |
| 2008年（平成20年）  |                     |                     | 936                 | [ 利用客数 10 ]     |
| 2009年（平成21年）  |                     |                     | 922                 | [ 利用客数 11 ]     |
| 2010年（平成22年）  |                     |                     | 936                 | [ 利用客数 12 ]     |
| 2011年（平成23年）  |                     |                     | 883                 | [ 利用客数 13 ]     |
| 2012年（平成24年）  | 186                 | 701                 | 887                 | [ 利用客数 14 ]     |
| 2013年（平成25年）  | 187                 | 759                 | 947                 | [ 利用客数 15 ]     |
| 2014年（平成26年）  | 187                 | 748                 | 936                 | [ 利用客数 16 ]     |
| 2015年（平成27年）  | 186                 | 753                 | 940                 | [ 利用客数 17 ]     |
| 2016年（平成28年）  | 180                 | 714                 | 894                 | [ 利用客数 18 ]     |
| 2017年（平成29年）  | 169                 | 698                 | 868                 | [ 利用客数 19 ]     |
| 2018年（平成30年）  | 168                 | 683                 | 851                 | [ 利用客数 20 ]     |
| 2019年（令和元年）  | 161                 | 653                 | 814                 | [ 利用客数 21 ]     |
| 2020年（令和02年）  | 102                 | 659                 | 762                 | [ 利用客数 22 ]     |
| 2021年（令和03年）  | 92                  | 602                 | 694                 | [ 利用客数 23 ]     |
| 2022年（令和04年）  | 125                 | 568                 | 694                 | [ 利用客数 24 ]     |
| 2023年（令和05年）  | 142                 | 534                 | 677                 | [ 利用客数 1 ]      |

## 駅周辺
小出の市街地は、駅舎裏手を流れる魚野川を挟んだ対岸に広がっており、新潟県道47号小出停車場線や小出橋により連絡している。また、当駅から路線バスでアクセスできる観光スポットとして、湯之谷温泉郷がある。
- 市営小出スキー場・小出公園（徒歩5分）
- 新潟県立小出高等学校

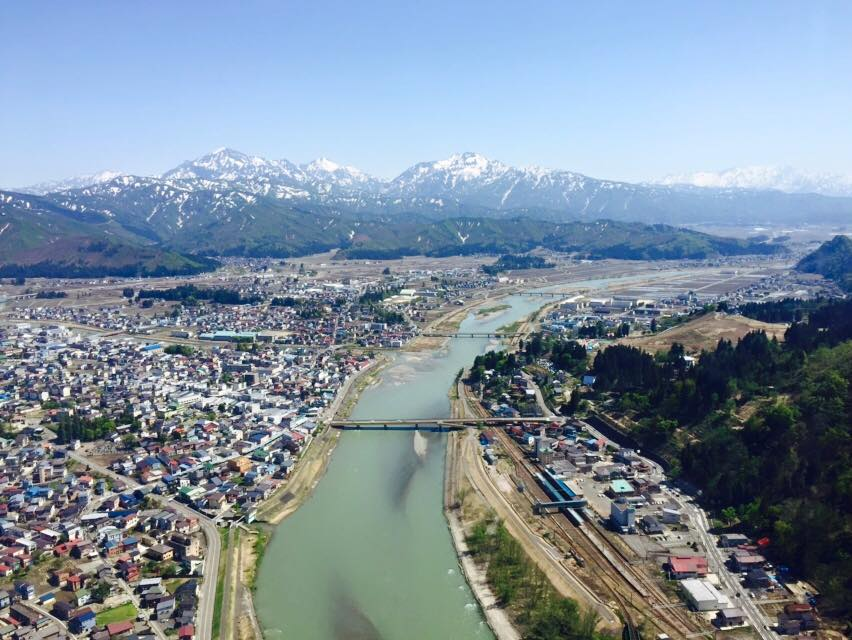
駅（右下）のすぐ脇を流れる魚野川
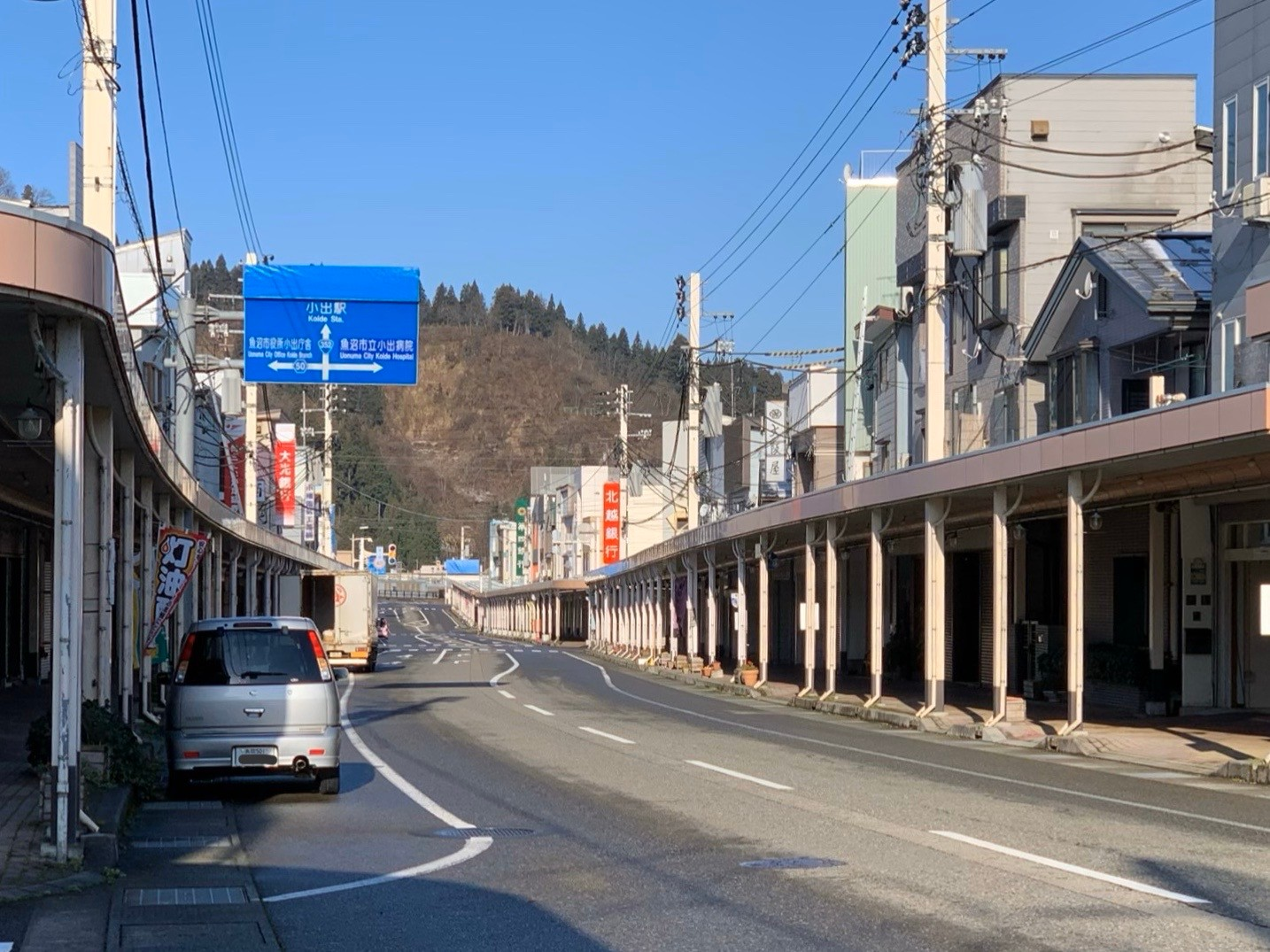
右岸の小出市街

## バス路線

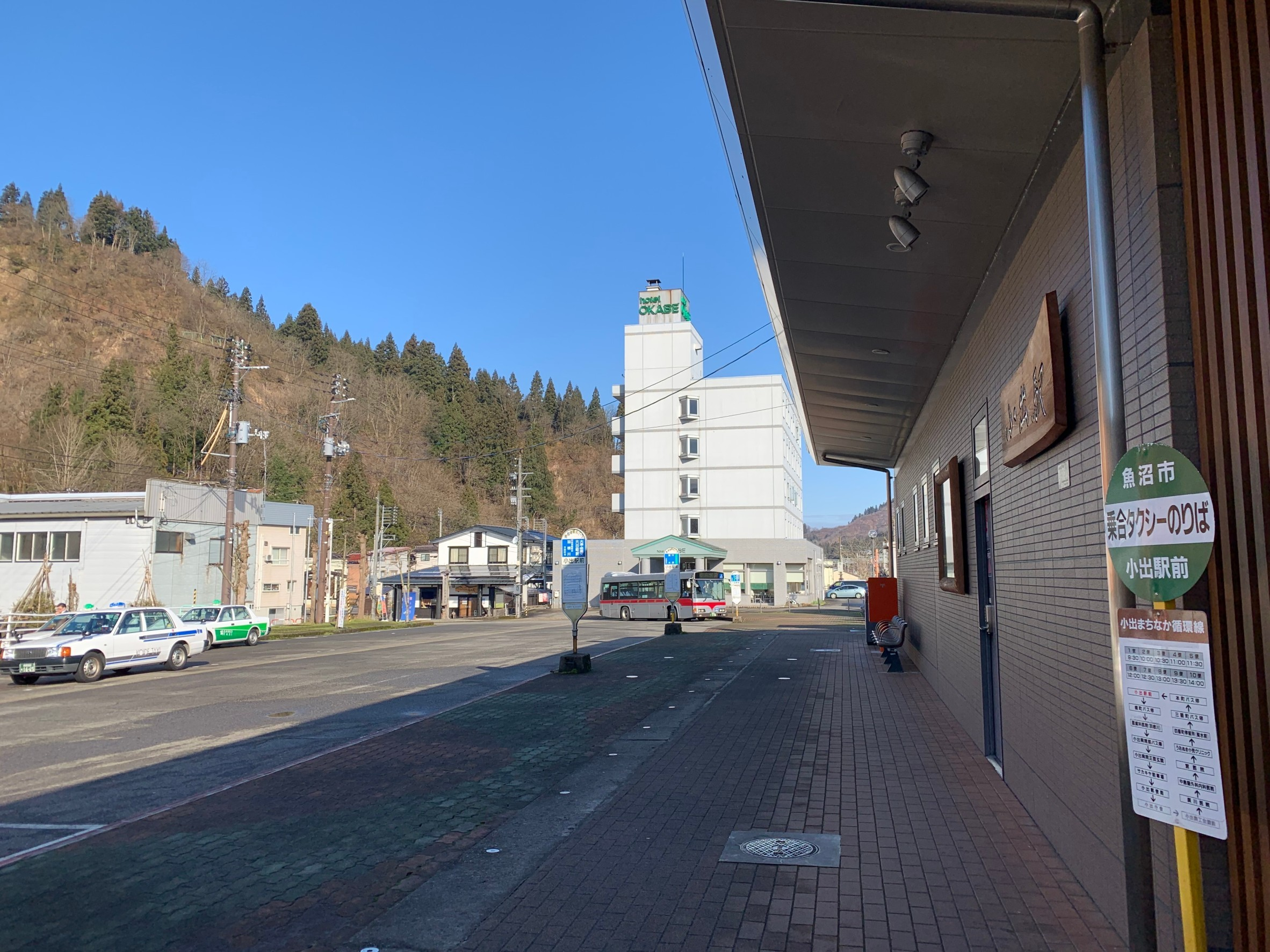
まちなか循環線（手前）と路線バス（奥）の停留所（2020年3月）

越後交通グループの南越後観光バスが運行する路線バス、および魚沼市のコミュニティバスが当駅前を発着、または周辺を経由する。前者の主要路線には英字2文字の路線記号を付与したが、これは停留所にのみ掲載され、バス車体には表示されないため要注意である。

### 駅前発着
いずれもロータリー内の「小出駅前」停留所を発着する。
- MK 小出＝浦佐＝六日町 線[15][16]
- UA 小出＝上条＝穴沢 線[17][18]
- UT 小出＝大湯温泉＝栃尾又温泉 線[19][20]（朝夕のみ運行）
- 小出駅前＝小出高校 線[21]（平日の登下校のみ運行）
- 小出まちなか循環線（コミュニティバス）[22]

### その他路線
当駅から魚野川を渡り徒歩10分ほどの中心市街地に位置する「本町」が最寄りバス停となる。このほか、広い範囲で予約型乗合タクシーが設定されている。
- UK 小出＝川口＝小千谷 線[23]（平日のみ運行）

## 隣の駅
東日本旅客鉄道（JR東日本）
■上越線
八色駅 - 小出駅 - 越後堀之内駅
■只見線
藪神駅 - 小出駅

### 記事本文
1. 1 2  石野哲 編『停車場変遷大事典 国鉄・JR編 Ⅱ』（初版）JTB、1998年10月1日、454頁。ISBN 978-4-533-02980-6。
2. 1 2  “駅の情報（小出駅）：JR東日本”.   東日本旅客鉄道. 2024年2月5日時点のオリジナルよりアーカイブ。2024年2月5日閲覧。
3. ↑  歴史でめぐる鉄道全路線 国鉄・JR 6号、22頁
4. ↑  「見附駅等ぞくぞく新駅舎誕生」『交通新聞』交通協力会、1958年12月19日、2面。
5. ↑  『略年表』五十年史、新潟鉄道管理局、P495
6. ↑  奥会津五町村活性化協議会. “只見線の歴史”. 歳時記の郷 奥会津 2018年9月10日閲覧。
7. ↑  国鉄監修『交通公社の時刻表』1974年6月号
8. ↑  新潟日報　昭和53年12月28日13面
9. ↑  『Sきっぷなど多彩に　「新幹線」へ企画乗車券』昭和57年10月8日読売新聞新潟読売B
10. ↑  歴史でめぐる鉄道全路線 国鉄・JR 6号、23頁
11. ↑  『小出駅が新しく生まれ変わります。』（プレスリリース）東日本旅客鉄道新潟支社、2011年8月24日。オリジナルの2011年10月15日時点におけるアーカイブ。
12. ↑  「JR新潟支社 小出駅新駅舎の使用を開始」『交通新聞』2011年9月1日。
13. 1 2 3  “JR東日本：駅構内図・バリアフリー情報（小出駅）”.   東日本旅客鉄道. 2024年2月5日閲覧。
14. ↑  〔魚沼の風景〕小出橋 新潟県魚沼地域振興局.2020年4月5日閲覧。
15. ↑  “小出～浦佐～六日町線（平日時刻表）” (PDF). 南越後観光バス株式会社 | 新潟県南魚沼市の一般路線バス、貸切・観光バス情報.   南越後観光バス. 2025年5月8日閲覧。
16. ↑  “小出～浦佐～六日町線（土休日時刻表）” (PDF). 南越後観光バス株式会社 | 新潟県南魚沼市の一般路線バス、貸切・観光バス情報.   南越後観光バス. 2025年5月8日閲覧。
17. ↑  “小出～上条～穴沢線（平日時刻表）” (PDF). 南越後観光バス株式会社 | 新潟県南魚沼市の一般路線バス、貸切・観光バス情報.   南越後観光バス. 2025年5月8日閲覧。
18. ↑  “小出～上条～穴沢線（土休日時刻表）” (PDF). 南越後観光バス株式会社 | 新潟県南魚沼市の一般路線バス、貸切・観光バス情報.   南越後観光バス. 2025年5月8日閲覧。
19. ↑  “小出～大湯温泉～栃尾又温泉線（平日時刻表）” (PDF). 南越後観光バス株式会社 | 新潟県南魚沼市の一般路線バス、貸切・観光バス情報.   南越後観光バス. 2025年5月8日閲覧。
20. ↑  “小出～大湯温泉～栃尾又温泉線（土休日時刻表）” (PDF). 南越後観光バス株式会社 | 新潟県南魚沼市の一般路線バス、貸切・観光バス情報.   南越後観光バス. 2025年5月8日閲覧。
21. ↑  “小出駅前～小出高校線（時刻表）” (PDF). 南越後観光バス株式会社 | 新潟県南魚沼市の一般路線バス、貸切・観光バス情報.   南越後観光バス. 2025年5月8日閲覧。
22. 1 2  “魚沼市乗合タクシー時刻表” (PDF). 乗合タクシー時刻表 - 魚沼市ホームページ（生活環境課）.   魚沼市 (2023年4月1日). 2025年5月8日閲覧。
23. ↑  “小出～川口～小千谷線（時刻表）” (PDF). 南越後観光バス株式会社 | 新潟県南魚沼市の一般路線バス、貸切・観光バス情報.   南越後観光バス. 2025年5月8日閲覧。

### 利用状況
1. 1 2  “各駅の乗車人員（2023年度）”.   東日本旅客鉄道. 2024年7月21日閲覧。
2. ↑  “各駅の乗車人員（2000年度）”.   東日本旅客鉄道. 2019年3月8日閲覧。
3. ↑  “各駅の乗車人員（2001年度）”.   東日本旅客鉄道. 2019年3月8日閲覧。
4. ↑  “各駅の乗車人員（2002年度）”.   東日本旅客鉄道. 2019年3月8日閲覧。
5. ↑  “各駅の乗車人員（2003年度）”.   東日本旅客鉄道. 2019年3月8日閲覧。
6. ↑  “各駅の乗車人員（2004年度）”.   東日本旅客鉄道. 2019年3月8日閲覧。
7. ↑  “各駅の乗車人員（2005年度）”.   東日本旅客鉄道. 2019年3月8日閲覧。
8. ↑  “各駅の乗車人員（2006年度）”.   東日本旅客鉄道. 2019年3月8日閲覧。
9. ↑  “各駅の乗車人員（2007年度）”.   東日本旅客鉄道. 2019年3月8日閲覧。
10. ↑  “各駅の乗車人員（2008年度）”.   東日本旅客鉄道. 2019年3月8日閲覧。
11. ↑  “各駅の乗車人員（2009年度）”.   東日本旅客鉄道. 2019年3月8日閲覧。
12. ↑  “各駅の乗車人員（2010年度）”.   東日本旅客鉄道. 2019年3月8日閲覧。
13. ↑  “各駅の乗車人員（2011年度）”.   東日本旅客鉄道. 2019年3月8日閲覧。
14. ↑  “各駅の乗車人員（2012年度）”.   東日本旅客鉄道. 2019年3月8日閲覧。
15. ↑  “各駅の乗車人員（2013年度）”.   東日本旅客鉄道. 2019年3月8日閲覧。
16. ↑  “各駅の乗車人員（2014年度）”.   東日本旅客鉄道. 2019年3月8日閲覧。
17. ↑  “各駅の乗車人員（2015年度）”.   東日本旅客鉄道. 2019年3月8日閲覧。
18. ↑  “各駅の乗車人員（2016年度）”.   東日本旅客鉄道. 2019年3月8日閲覧。
19. ↑  “各駅の乗車人員（2017年度）”.   東日本旅客鉄道. 2019年3月8日閲覧。
20. ↑  “各駅の乗車人員（2018年度）”.   東日本旅客鉄道. 2019年7月16日閲覧。
21. ↑  “各駅の乗車人員（2019年度）”.   東日本旅客鉄道. 2020年7月12日閲覧。
22. ↑  “各駅の乗車人員（2020年度）”.   東日本旅客鉄道. 2021年7月24日閲覧。
23. ↑  “各駅の乗車人員（2021年度）”.   東日本旅客鉄道. 2022年8月7日閲覧。
24. ↑  “各駅の乗車人員（2022年度）”.   東日本旅客鉄道. 2023年7月11日閲覧。